# Quinto Mario Corrado
Quinto Mario Corrado (né à Oria en 1508 et mort dans la même ville en 1575) est un érudit et humaniste italien.

## Biographie
Né en 1508 à Oria, dans le royaume de Naples après ses premières études, il rejoint un oncle célestin, qui favorisa son goût pour les lettres. De là, il passa à Bologne, où il prit les leçons du professeur Romolo Quirino Amaseo, et se fit ordonner prêtre. De retour dans sa ville natale, il y ouvrit une école, et y eut des disciples. Sa réputation décida la reine de Pologne, Bona Sforza, retirée dans son duché de Bari, à le charger d’écrire son histoire qu'il ne mena pas à terme. Le cardinal Aléandre le fit venir à Rome pour y être son secrétaire ; à la mort de celui-ci, il remplit pendant trois ans la même fonction auprès du cardinal Badia, qui mourut en 1547. Alors, il retourna dans son pays. Le pape Pie IV l’y fit inviter à revenir à Rome, pour être nommé secrétaire du concile de Trente, mais le poste lui échappa. Il alla enseigner à Naples et ensuite à Salerne les belles-lettres latines. Dégoûté de l’enseignement par les désagréments qu’il éprouva dans cette dernière ville, il refusa une chaire qui lui fut offerte à Rome dans le collège de la Sapienza, et se contenta du poste de vicaire-général de l’archevêque de Brindes et d’Oria, qu’il abandonna bientôt pour aller vivre paisiblement dans sa patrie. Il y mourut en 1575.

## Œuvres
Les principales ouvrages qu’il a laissés sont :
- Epistolarum libri octo, Venise, Giovanni Andrea Vavassore, 1565 (lire en ligne) ;
- De lingua latina libri duodecim, Venise, 1569, in-8° ; idem, augmenté un 13e livre et de plusieurs additions, Bologne, 1575, in-4° ;
- De copia latini sermonis libri V, Venise, 1582, in-8°, ouvrage estimé : on lui reproche trop de hardiesse à permettre l’usage de nouveaux mots formés par analogie ;
- Lettera nella quale si dimostra qual città fosse anticamente quella ch’ora si chiama Tauris, insérée par Minadoi dans son Historia della guerra de’ Persiani, 1594, in-4°.